# El Capitán Escarlata
El Capitán Escarlata (en inglés Captain Scarlet and The Mysterons), fue una serie televisiva británica de ciencia ficción, que utilizaba marionetas como protagonistas. Se mantuvo al aire entre 1967 y 1968, como sustituta de la serie similar Thunderbirds (1964-1966), aunque tuvo un éxito significativamente menor. 

## Historia
El argumento relata las incidencias dentro de una agencia internacional (Spectrum), cuya misión es frenar el intento de venganza de los marcianos, que usarán diversas estrategias para derrotar a los terrícolas.
Allí el primer grupo reducido de humanos, dirigido por el Capitán Black, cree erróneamente que los habitantes del planeta rojo son hostiles, y abren fuego contra una de sus ciudades. Luego ven con asombro como esa ciudad totalmente destruida es reconstruida en cuestión de segundos.
Los marcianos, que al parecer poseen una existencia incorpórea declaran la guerra a los habitantes de la tierra.
"Para ello -según declaran los extraterrestres- uno de ustedes (por los humanos causantes de la destrucción de la ciudad marciana), jugará un papel importante en la venganza de los marcianos". El Capitán Black se convierte en las manos y el cuerpo que eligen los marcianos para tal misión.
El personaje principal, el Capitán Escarlata, fue víctima de los marcianos quienes se apoderaron de su cuerpo y lo usaron para tratar de asesinar al Presidente del Mundo, pero sin lograrlo.
Luego de sufrir un accidente mortal, al caer de una torre, el Capitán Escarlata ya no está bajo la influencia y el control de los marcianos, pero adquiere la habilidad de éstos de reconstruirse luego de sufrir heridas o accidentes, lo que representa un recurso vital para Spectrum que cuenta ahora con un agente leal que, además, es indestructible tal como los marcianos.

## Personajes
- El Capitán Escarlata (Paul Metcalfe)
- El Coronel White (Charles Grey)
- El Capitán Black (Conrad Turner)
- El Capitán Blue (Adam Svenson)
- El Teniente Green (Seymour Griffiths)
- El Capitán Grey (Bradley Holden)
- El Capitán Brown (viajaba junto al Capitán Escarlata, cuando sufrió el accidente)
- El Capitán Ocre (Richard Frazer)
- El Capitán Magenta (Patrick Donaghue)
- Doctor Fawn (Edward Wilkie), doctor residente de la Base Spectrum
- El Presidente del Mundo
- Los Ángeles (5 pilotos femeninas)
  - Destino (Destiny)
  - Rapsodia (Rhapsody)
  - Armonía (Harmony)
  - Sinfonía (Symphony)
  - Melodía (Melody)

## Capítulos
- 1 - The Mysterons
- 2 - Winged Assassin
- 3 - Big Ben Strikes Again
- 4 - Point 783
- 5 - Manhunt
- 6 - Operation Time
- 7 - Renegade Rocket
- 8 - White as Snow
- 9 - Seek and Destroy
- 10 - Spectoom Strikes Back
- 11 - Avalanche
- 12 - Shadow of Fear
- 13 - The Heart of New York
- 14 - Fire at Rig 15
- 15 - The Launching
- 16 - Lunarville 7
- 17 - The Trap
- 18 - Model Spy
- 19 - Dangerous Rendezvous
- 20 - Special Assignmen
- 21 - Place of Angels
- 22 - Crater 101
- 23 - Expo 2068
- 24 - Traitor
- 25 - Flight 104
- 26 - Noose of Ice
- 27 - Codename Europa
- 28 - Flight to Atlantica
- 29 - Treble Cross
- 30 - Attack on Cloudbase
- 31 - The Inquisition
- 32 - Inferno

## Curiosidades
- Cada uno de los personajes vestían ropas del color de su nombre.

- La voz humana del Capitán Escarlata fue realizada por el actor de voz, Ed Bishop.

- La presencia de los marcianos en la tierra era representada con dos círculos de luz y solo aparecía su voz.

- Cada vez que los miembros de Spectrum se comunican, el micrófono se descuelga del casco y se acerca a la boca, al terminar la comunicación, el mismo regresa al casco o la gorra en forma automática.

- Los vehículos blindados eran totalmente blindados por lo que la visión hacia el exterior se realizaba mediante una pantalla de televisión.

- La base Spectrum, y su posición aérea por encima de las nubes.

- Si bien el Capitán Escarlata, luego de ser marciano revivió, ninguna otra persona que haya sido marciano en la serie lo hizo

### Frases
"Esta es la voz de los marcianos, sabemos que pueden escucharnos, terrícolas."
(y a continuación el mensaje que realizaban)

## Últimas novedades
A principios del siglo XXI, se realizó una serie de dibujos animados con los mismos personajes llamada "El Nuevo Capitán Escarlata", "New Captain Scarlet" en inglés.